# Beck Row, Holywell Row and Kenny Hill
Beck Row, Holywell Row and Kenny Hill est une paroisse civile du Suffolk, en Angleterre.